# ميرت كولا
ميرت كولا (بالتركية: Mert Kula) (1 يناير 1995 بإسطنبول في تركيا - ) هو لاعب كرة قدم تركي في مركز الدفاع. شارك مع منتخب تركيا تحت 19 سنة لكرة القدم. أما مع النوادي، فقد لعب مع نادي قاسم باشا.

## وصلات خارجية
- ميرت كولا على موقع اتحاد تركيا (لاعب) (الإنجليزية)
- ميرت كولا على موقع قاعدة بيانات كرة القدم.إي يو (الإنجليزية)
- ميرت كولا على موقع Soccerway.com (الإنجليزية)
- ميرت كولا على موقع عالم كرة القدم.نت (الإنجليزية)